# Stefan van Oostenrijk-Toscane
Stefan van Oostenrijk-Toscane (Mödling, 15 augustus 1932 - Brighton (Michigan), 12 november 1998) was een lid van het huis Habsburg-Lotharingen, aartshertog van Oostenrijk en prins van Toscane. Stefan was de oudste zoon van Anton van Oostenrijk-Toscane en Ileana van Roemenië. 

## Jeugd
Hij werd geboren in Oostenrijk en bracht daar ook de eerste jaren van zijn jeugd door. In 1942 verhuisde hij, met zijn ouders en inmiddels vijf broers en zussen, naar Roemenië, waar zijn ouders domicilie kozen in Bran. Nadat zijn oom, koning Michaël I van Roemenië eind 1947 gedwongen werd afstand te doen van de troon verliet hij met zijn ouders het land. Hij woonde vervolgens eerst in Zwitserland daarna in Argentinië en vervolgens in de Verenigde Staten. 

## Huwelijk en kinderen
Op 28 augustus 1954 trouwde Stefan in Milton, in de Amerikaanse staat Massachusetts, met Mary Jerrine Soper. Het paar kreeg vijf kinderen:
- Christoffel (Boston, Massachusetts, 26 januari 1957); Christoffel trouwde op 2 mei 1987 nabij Mount Tamalpais, Californië, met Elizabeth Ann Blanchette Popejoy. Het echtpaar kreeg twee kinderen en scheidde in juli 1994. Daarna hertrouwde hij op 15 oktober 1994 in Clarkston (Michigan) met Catherine Ripley en kregen samen één dochter. Ze scheidden in 2001.

- Saygan Genevieve Habsburg (Marin County Hospital, San Rafael, Californië, 31 oktober 1987)
- Stefan Christopher Habsburg (Providence Hospital, Southfield, Michigan, 19 januari 1990)
- Maria Antonia Habsburg (Huron Valley Hospital, Commerce Township, Michigan, 1 oktober 1997)

- Ileana (Detroit, 4 januari 1958) trouwde op 23 juni 1979 in Farmington Hills (Michigan) met David Snyder. Het echtpaar kreeg 2 kinderen:

- Alexandra Marie Snyder (Southfield, Michigan, 18 augustus 1984)
- Nicolas David Snyder (Southfield, Michigan, 27 februari 1986)

- Peter (Detroit, 19 februari 1959) huwde op 27 juni 1981 in Farmington Hills (Michigan) met Shari Suzanne Reid. Hij hertrouwde op 17 juni 1989 met Lauren Ann Klaus in Union Lake (Michigan). Zij adopteerden samen 3 kinderen:

- Oksana Nicole Habsburg (Saratov, Rusland, 8 mei 1991)
- Alexander Stefan Habsburg (Volsk, Rusland, 30 januari 1996)
- Tatiana Julie Habsburg (Volsk, Rusland, 28 februari 1997)

- Constanza (Detroit, 2 oktober 1960) trouwde op 16 januari 1987 in Franklin (Michigan) met Mark Lee Matheson. Zij scheidden op 1 november 1995. Op 8 november 1997 trouwde Constanza in Marietta (Georgia) met Michael Dale Bain. Het echtpaar heeft 1 zoon:

- Michael Bain (1998)

- Anton (Detroit, 7 november 1964) trouwde 5 oktober 1991 in Hiram (Ohio) met Ashley Byrd Carrell.

Stefan, die zich Stefan Habsburg noemde en de Amerikaanse nationaliteit had, overleed op 12 november 1998 in Brighton (Michigan).